# Eastleigh Football Club
L'Eastleigh F.C. è un club calcistico della città inglese di Eastleigh.
Attualmente è iscritto alla National League.
I colori sociali sono bianco e blu.

## Storia
Le origini dell'Eastleigh F.C. risalgono al 1946, quando venne fondato lo Swaythling Athletic F.C.
I primi anni di vita furono impiegati a scalare i gradini del calcio dilettantistico della zona di Southampton, fino a
vincere la Division Three West nel 1950. Un ulteriore salto di qualità si ebbe nel 1957, quando il club
cominciò a giocare le sue partite casalinghe al Ten Acres, che nei primi anni settanta si qualificò come uno
dei migliori campi da gioco dell'Hampshire.
In seguito il nome della squadra fu mutato in Eastleigh F.C. e nel 1986 divenne uno dei membri fondatori della
Wessex League. Ottenuta la promozione alla Dr Martens Southern Football League Eastern Division, il club approdò poi
alla Ryman Isthmian Premier League. Vale la pena ricordare, relativamente a questo periodo, che furono apportate
ulteriori e significative migliorie al campo di gioco (spogliatoi ecc.) grazie anche all'interessamento di
Rupert Lowe del Southampton. La stagione 2004-5 fu una delle migliori della storia dell'Eastleigh F.C., che vinse i play-offs
e riuscì ad accedere alla Nationwide Conference South, grazie anche ad una striscia positiva di 14 partite consecutive.
La successiva stagione vide la squadra sfiorare i play-offs e vennero prese importanti decisioni finanziarie per potenziare
tanto il parco giocatori quanto le strutture, puntando ad un'altra promozione. In seguito però ad una serie negativa di
risultati il manager Paul Doswell rassegnò le dimissioni a favore dell'ex giocatore Jason Dodd, che traghettò la società
verso la salvezza. Approdato poi Dodds al Southampton, venne chiamato alla guida della squadra un altro ex giocatore dei
Saint, vale a dire David Hughes, al quale si affiancò in seguito Ian Baird, restando Hughes allenatore in seconda.
Il soprannome "Spitfires" ha motivazioni storiche, riallacciandosi al primo volo compiuto dallo Spitfire F37/34, avvenuto nel 1936
nei pressi di Eastleigh.
Nella stagione 2015-2016 al terzo turno di FA Cup la squadra ospita e pareggia contro il Bolton, squadra militante in Championship, regalandosi il Replay nel Lancashire.

## Allenatori
- Jason Dodd (2006-2007)
- David Hughes (2007)
- Martin Allen (2016-2017)
- Richard Hill (2017)
- Lee Bradbury (2022-)

## Palmarès

### Competizioni nazionali
- National League South: 1

2013-2014
- Wessex Football League: 1

2002-2003

### Competizioni regionali
- Hampshire Senior Cup: 1

2011-2012

### Altri piazzamenti
- National League South:

Terzo posto: 2008-2009
- Isthmian League:

Terzo posto: 2004-2005

## Organico

### Rosa 2023-2024
| N. |                        | Ruolo | Calciatore      |
| -- | ---------------------- | ----- | --------------- |
| 1  | Inghilterra (bandiera) | P     | Joe McDonnell   |
| 3  | Scozia (bandiera)      | D     | Michael Kelly   |
| 4  | Jersey (bandiera)      | D     | Cav Miley       |
| 5  | Inghilterra (bandiera) | D     | Tom Broadbent   |
| 6  | Inghilterra (bandiera) | D     | Andrew Boyce    |
| 8  | Inghilterra (bandiera) | C     | Harry Pritchard |
| 9  | Inghilterra (bandiera) | A     | Dan Smith       |
| 10 | Inghilterra (bandiera) | A     | Tyrone Barnett  |
| 11 | Inghilterra (bandiera) | C     | Ryan Hill       |
| 12 | Galles (bandiera)      | C     | Jake Hesketh    |
| 13 | Inghilterra (bandiera) | P     | Ross Flitney    |

| N. |                             | Ruolo | Calciatore      |
| -- | --------------------------- | ----- | --------------- |
| 14 | Irlanda del Nord (bandiera) | D     | Lee Hodson      |
| 15 | Inghilterra (bandiera)      | D     | Alex Wynter     |
| 17 | Inghilterra (bandiera)      | A     | Danny Whitehall |
| 19 | Inghilterra (bandiera)      | C     | Danny Hollands  |
| 22 | Inghilterra (bandiera)      | D     | Jack Masterton  |
| 23 | Inghilterra (bandiera)      | D     | Ayo Obileye     |
| 24 | Inghilterra (bandiera)      | D     | Ryan Cresswell  |
| 26 | Inghilterra (bandiera)      | D     | Vincent Harper  |
|    | Inghilterra (bandiera)      | C     | Sam Smart       |
|    | Inghilterra (bandiera)      | D     | Brendan Willson |